# Lloyd James Austin
Lloyd James Austin FBA (* 4. November 1915 in Melbourne; † 30. Dezember 1994 in Cambridge) war ein australischer Romanist und Literaturwissenschaftler, der in England als Hochschullehrer wirkte.

## Leben
Lloyd Austin studierte an der Universität Melbourne bei Alan Rowland Chisholm und ab 1937 an der Universität von Paris. Dort promovierte er am 3. April 1940 über Paul Bourget. Sa vie et son œuvre jusqu'en 1889 und floh mit seiner französischen Frau, einer Anglistin, nach Australien. Er lehrte zuerst in Melbourne, tat von 1942 bis 1945 Kriegsdienst und ging nach dem Krieg an die Universität St Andrews in Schottland. Ab 1950 verbrachte er vier Jahre in Paris, ging 1956 an die Universität Manchester, 1961 nach Cambridge und besetzte ab 1967 an der Universität Cambridge als Nachfolger von Lewis Charles Harmer den Drapers Chair of French.
Ab 1980 war Austin als Nachfolger von Eugène Vinaver Mitglied der Académie Royale de Langue et de Littérature françaises de Belgique (Nachfolger: Robert Darnton). Seit 1968 war er Mitglied (Fellow) der British Academy.

## Weitere Werke
- L’univers poétique de Baudelaire. Symbolisme et symbolique, Paris 1956
- (Hrsg. mit Henri Mondor) Correspondance de Mallarmé, 11 Bde., Paris 1959–1985
- (Hrsg. mit Garnet Rees und Eugène Vinaver) Studies in modern French literature presented to P. Mansell Jones by pupils, colleagues and friends, Manchester 1961
- (Hrsg. mit Henri Mondor) Les «Gossips» de Mallarmé. «Athenaeum» 1875–1876, Paris 1962
- Poetic principles and practice. Occasional papers on Baudelaire, Mallarmé and Valéry, Cambridge 1987
- (Hrsg.) Poésies de Stéphane Mallarmé, Paris 1989
- Essais sur Mallarmé, hrsg. von Malcolm Bowie, Manchester 1995